# المسيحية في الدولة العباسية

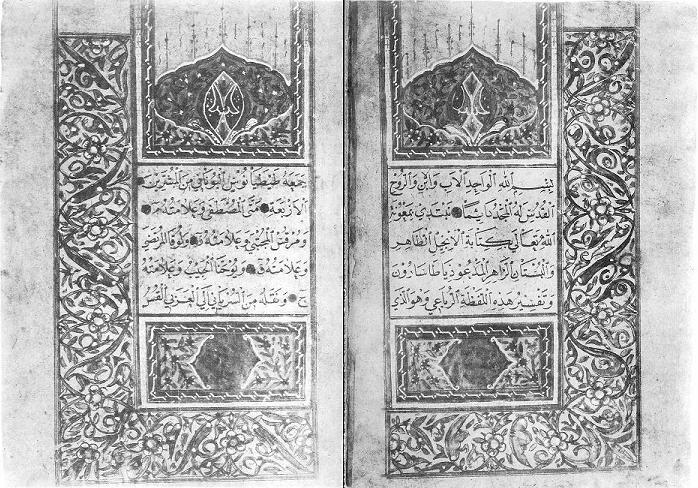
صورة للصفحتين الأولتين من «المخطوط الفاتيكاني عدد 250»، وهو عبارة عن ترجمة عربية لإنجيل الدياسطرون، ويرقى للعصر العباسي.

أدى انتصار العباسيين وتحول مركز الخلافة إلى بغداد إلى تقارب بين الخلفاء وبطاركة كنيسة المشرق. فأصبح بطريرك كنيسة المشرق القاطن في بغداد ممثلاً عن جميع المسيحيين ضمن الدولة العباسية على اختلاف مذاهبهم. أدى انتصار العباسيين وتحول مركز الخلافة إلى بغداد إلى تقارب بين الخلفاء وبطاركة كنيسة المشرق. فأصبح بطريرك كنيسة المشرق القاطن في بغداد ممثلاً عن جميع المسيحيين ضمن الدولة العباسية على اختلاف مذاهبهم. غير أن فترة العباسيين شهدت كذلك اضطهادات متفرقة عادة ما تزامنت مع فترات الحروب ضد البيزنطيين. كان أشدها في عهد الخلفاء المهدي وهارون الرشيد، ووالمأمون ما أدى إلى حدوث هجرات كبيرة لمسيحيي العراق إلى سواحل البحر الأسود الجنوبية وخاصة مدينة سينوبي حيث استقبلهم الإمبراطور ثيوفيلوس.
حول أبا الثاني (741-751) مركز البطريركية إلى كشكر فترة قصيرة قبل أن يتحول إلى كاتدرائية كوخي في قطيسفون. ولم تدم بطركية خلفه سورين (753) سوى عدة أشهر حيث توفي في سجن الخليفة المنصور بعد خلافه مع البطريرك اللاحق يعقوب الثاني (753-773)، والذي قضى كذلك معظم فترته مسجونًا من قبل الخليفة المنصور. قام خلفه حننيوشوع الثاني (773-780) بتنقيح مقررات السينودسات السابقة.
تاريخيًا أدّى مسيحيو الدولة العباسية خاصًة السريان من يعاقبة ونساطرة دورًا مهمًّا في الترجمة والعلوم والطب خلال فترة الدولة العباسية، لقد ترجم المسيحيون من اليونانية والسريانية والفارسية، واستفادوا من المدارس التي ازدهرت فيها العلوم قبل قيام الدولة العربية خصوصاً مدارس مدن الرها ونصيبين وجنديسابور وأنطاكية والإسكندرية المسيحية والتي خرجت هناك فلاسفة وأطبّاء وعلماء ومشرّعين ومؤرّخين وفلكيّين وحوت مستشفى، ومختبرًا، دارًا للترجمة، ومكتبة ومرصدًا.

## تاريخ

### العصر الذهبي

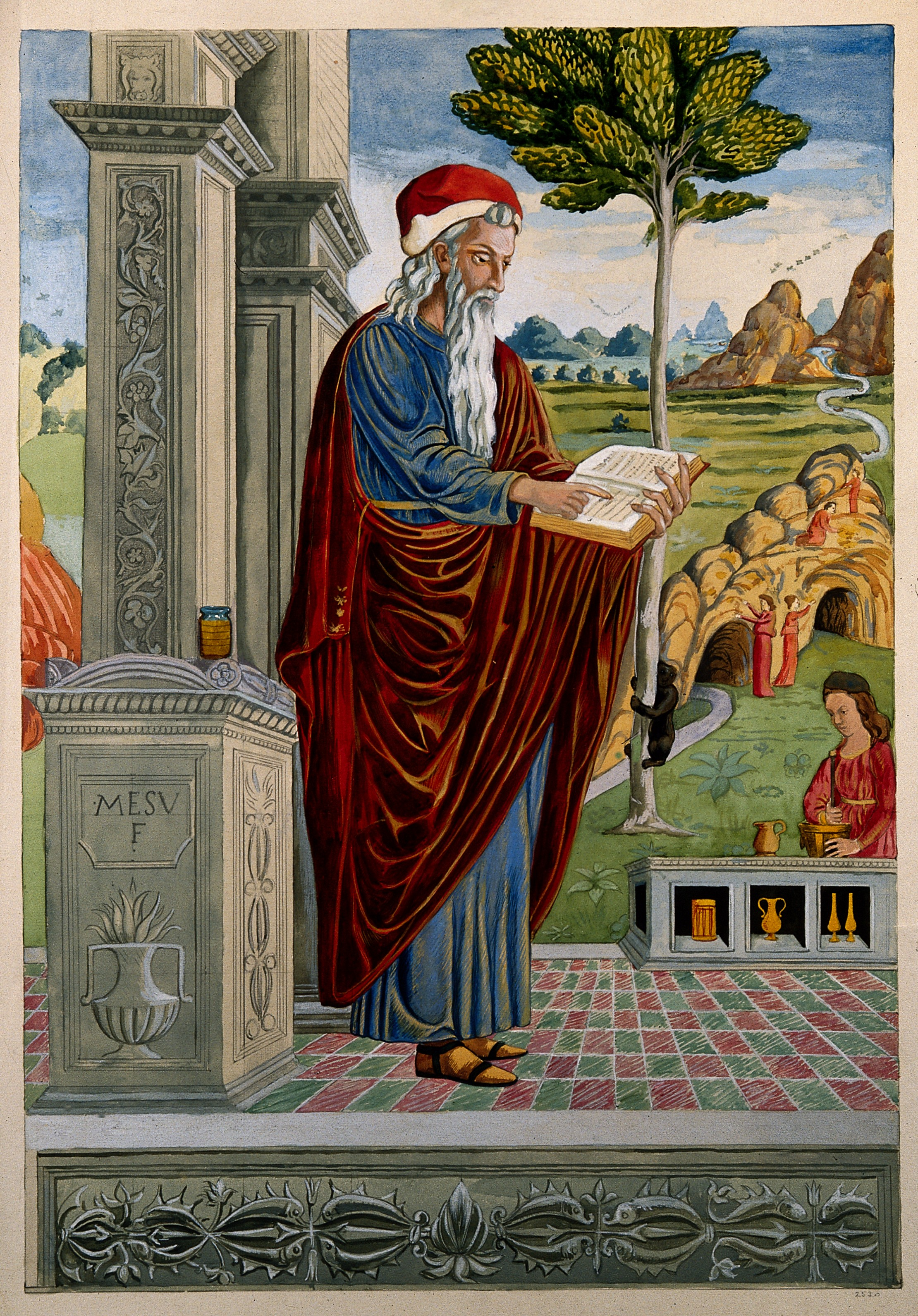
رسمة للطبيب والمترجم السرياني يوحنا بن ماسويه أول من تولى رئاسة بيت الحكمة في عهد هارون الرشيد.

كان الخليفة أبو جعفر المنصور أول خلفاء بني العباس اهتمامًا بالعلم والعلماء، وقام باجتذاب الأطباء النساطرة إلى مدينة بغداد، وترجمت له كتب في الطب والنجوم والهندسة والآداب، وألفت له ولعصره الكثير من كتب الحديث والتاريخ، وترجم جرجيس بن بختيشوع مؤلفات كثيرة في الطب من اليونانية إلى العربية، كما أن المنصور طلب من إمبراطور بيزنطة أن يرسل له أعمال إقليدس والمجسطي لبطليموس، وترجم كتاب إقليديس للعربية، وكان هذا الكتاب أول كتاب يترجم من اليونانية إلى العربية في عهد الدولة العباسية. ساهم المؤلفون النساطرة في نهضة التأليف تحت مظلة بيت الحكمة، وأبرز هؤلاء النساطرة آل بختيشوع الذين قدموا إلى جنديسابور في عهد هارون الرشيد ووزرائه البرامكة، وتناقلوا العلم من جيل إلى جيل على مدى ثلاثة قرون في عهد العباسيين، وخدموا الطب والمنطق والديانة النصرانية بما عرَّبوا وألفوا. نشط أتباع كنيسة المشرق في الترجمة من اليونانية إلى السريانية ومن ثم للعربية وخاصة في عهد الدولة العباسية حيث كان معظم المترجمين في بيت الحكمة من اليعاقبة والنساطرة وقد برزوا أيضا بالطب والعلوم والرياضيات والفيزياء فاعتمد عليهم الخلفاء، ومن أبرز العلماء والأطباء في تلك الفترة أسرة بختيشوع الذين خدموا كأطباء للخلفاء العباسيين وكان منهم جبريل بن بختيشوع وبختيشوع بن جبريل ويوحنا بن بختيشوع وأبو سعيد عبيد الله بن بختيشوع، ويوحنا بن ماسويه مدير مشفى دمشق خلال خلافة هارون الرشيد، وحنين بن إسحاق المسؤول عن بيت الحكمة وديوان الترجمة وابنه إسحاق بن حنين، وحبيش بن الأعسم، ويحيى بن البطريق، ومتى بن يونس، وأسطفان بن باسيل، ويحيى بن عدي وغيرهم. وأصبحت بغداد عند إنشأها مركزا لكنيسة المشرق وكان بطاركتها غالبا ما ينادمون الخلفاء العباسيون. غير أن فترة الازدهار هذه بدأت بالانحسار بوهن الدولة العباسية وانتهت بسقوط بغداد سنة 1258 وسيطرة القبائل المنغولية والتركية على المنطقة.
خلال عصر القوة والازدهار العباسي كانت العلاقة بين الدولة ومواطنيها غير المسلمين تصنف على أنها في أحسن الأوضاع خصوصًا خلال خلافتي المنصور والرشيد، وقد جاء في «المنتجب العاني» لمؤلفه أسعد علي أن الخلفاء كانوا يحتلفون بالأعياد المسيحية كعيد الميلاد وأحد الشعانين حتى في قصر الخليفة، فيضع الخليفة وحاشيته أكللة من زيتون ويرتدون الملابس الفاخرة، وقد بنيت في بغداد كاتدرائيتان مع تشييد المدينة. ولعلّ أبرز الدلائل والشواهد عن التعايش الديني والعيش المشترك أشعار أبي زيد الطائي والأخطل التغلبي كذلك ما رواه ابن فضل العمري بكتابه «مسالك الأبصار» وما جاء في كتاب «مسالك الممالك» من وصف للحياة بين المسلمين والمسيحيين في البلاد التي زارها، وقد نقل في كتابه ذاته أنه الرها العباسية وجوارها كان هناك ثلاثمائة دير. كذلك فإن كتابات المؤرخين السريان كالتلمحري وميخائيل الكبير وغيرهما تدلّ عل ذلك، ومراسلات طيموثاوس الأول بطريرك كنيسة المشرق الذي جمعته صداقة مع أبي جعفر المنصور حتى لقبه «أبي النصارى»، ويذكر أيضًا عددًا من الخلفاء والأمراء والولاة كانوا يقيمون خلال تنقلاتهم في الأديرة وقد سجلت أديرة الرصافة ودير زكا ودير القائم قرب البوكمال زيارات لخلفاء عباسيين. كما أنّ العباسيين لم يجبروا القبائل المسيحية العربية كتغلب ونمر وطيء وبني شيبان وقبيلة إياد على الإسلام، وإنما الأسلمة جاءت في القرون اللاحقة التي شهدت اضطهاد الأقليات خصوصًا القرن العاشر.
برز العديد من العلماء المسيحيين كثيوفيل بن توما الذي شغل منصب كبير علماء الفلك لدى الخليفة، وقيس الماروني المؤرخ الذي وضع مؤلفًا أرخ به تاريخ البشرية منذ خلق آدم وحتى خلافة المعتضد، وجرجس بن بختيشوع المولود عام 771 وجبريل بن بختيشوع تلميذه المولود عام 809 وهم أبناء أسرة مسيحية من الأطباء والعلماء وحنين بن إسحاق وابن اخته حبيش بن الأعسم، وعبد المسيح الكندي من القرن التاسع ويوحنا بن ماسويه والذي كان وأبيه قبله، مدير مشفى دمشق خلال خلافة هارون الرشيد، وغيرهم. وفي الواقع، فإنه من الصعب حصر جميع علماء العباسيين ومؤلفاتهم لكثرتها وتنوعها. اشتهر من المترجمين شمعون الراهب وجورجيوس أسقف حوران وجوارجيوس وجبريل بن بختيشوع الذين اشتهروا في الطب خصوصاً، وبقيت أسرتهم آل بختيشوع مسؤولةً عن الطب في الدولة العباسية طوال ثلاثة قرون، وخدم أبناؤها كأطباء خاصّين للخلفاء العباسيين، وعيّن المأمون يوحنا بن ماسويه الذي ترجم وألف خمسين كتاباً رئيساً لبيت الحكمة وكان أبوه أيضًا طبيبًا، وحنين بن إسحق كان أيضاً رئيساً لبيت الحكمة ومن بعده ابن اخته حبيش بن الأعسم، وقد ترجم حنين بن إسحق 95 كتابًا، وسعيد بن البطريق وله عدد من المصنفات، وقسطا بن لوقا. وقد أقام المأمون يوحنا بن البطريق الترجمان أميناً على ترجمة الكتب الفلسفيّة من اليونانيّة والسريانيّة إلى العربيّة، وتولّى كتب أرسطو وأبقراط. ومنهم أيضًا إسحق الدمشقي ويحيى بن يونس والحجاج بن مطر وعيسى بن يحيى ومتى بن يونس وأسطفان بن باسيل ويحيى بن عدي وعبد المسيح الكندي، وقد ترجموا وألفوا في الفلسفة والنواميس والتوحيد والطبيعيات والإلهيات والأخلاق والطب والرياضيات والنجوم والموسيقى وغيرها. يشير عدد من الباحثين بنوع خاص إلى تطور الفيزياء في اللغة السريانية.
كان للمسيحيين خاصًة السريان من يعاقبة ونساطرة دور مهم في الترجمة والعلوم والطب، لقد ترجم المسيحيون من اليونانية والسريانية والفارسية، واستفادوا من المدارس التي ازدهرت فيها العلوم قبل قيام الدولة العربية خصوصاً مدارس مدن «الرها ونصيبين وجنديسابور وإنطاكية والإسكندرية» المسيحية والتي خرجت هناك فلاسفة وأطبّاء وعلماء ومشرّعون ومؤرّخون وفلكيّون وحوت مستشفى، مختبر، دار ترجمة، مكتبة ومرصد. وقد وصف الجاحظ وضع المسيحيين خلال العصر العباسي:«إن النصارى  متكلمين وأطباء ومنجمين وعندهم عقلاء وفلاسفة وحكماء... وان منهم كتّاب السلاطين وفرّاشي الملوك وأطباء الأشراف والعطّارين والصيارفة... وأنهم أتخذزا البراذين والخيل واتخذوا الشاكرية والخدم والمستخدمين وامتنع كثير من كبرائهم من عطاء الجزية».

### الإضطهادات

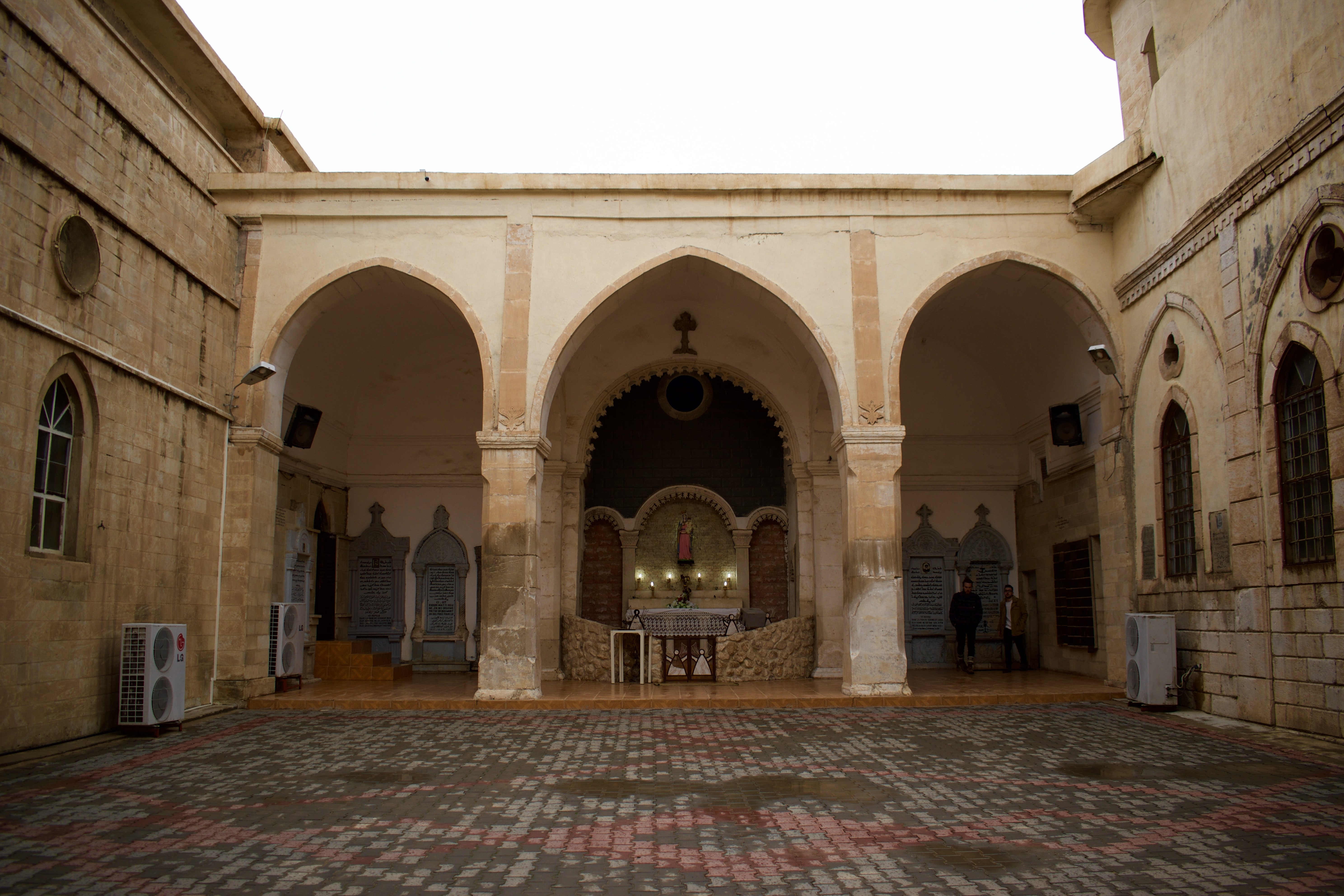
باحة كنيسة القديس جرجس في القوش.

القسم الأكبر من هذا التعايش تبخر خلال عصور الانحطاط، فهدمت الكنائس ومنع أبناء هذه الأديان من ركوب الخيل ومزاولة بعض الأنشطة التجارية والاقتصادية أو الإقامة في دور مرتفعة، كما أنهم قد عوملوا كرعايا من الدرجة الثانية وأخذ السلاطين والولاة يستبدون بهم وكان البدو يقتحمون الكنائس والأديرة لسلبها على ما يذكر المؤرخ ابن بطريق والمسعودي وغيرهما. كانت إحدى نتائج ذلك، هجرة المسيحيين الذين رفضوا اعتناق الإسلام من المدن نحو الجبال، وهكذا أخذ الموارنة بالنزوح من وادي العاصي باتجاه جبال لبنان العصيّة، وكذلك سجلت حركات هجرة مسيحية نحو طور عابدين وماردين وغيرها من الأماكن المنعزلة. عمومًا لا يمكن أن يفهم أن الاضطهادات كانت مستمرة، إذ كانت تخف وتيرتها بين الفنية والأخرى؛ وقد شملت جميع الأقليات الدينية وفي بعض الأحيان حتى الإسلامية منها. يذكر أنه عندما دخل هولاكو بغداد أمر بعدم التعرض للمسيحيين لكون زوجته مسيحية ومن أتباع كنيسة المشرق الآشورية، وأمر ببناء كاتدرائية في بغداد.
يمكن أن يعيّن المتوكل على الله كصاحب الفضل في بدء سلسلة الاضطهادات على الأقليات الدينية في الدولة العباسية، ومنع أبناء هذه الأديان من ركوب الخيل ومزاولة بعض الأنشطة التجارية والاقتصادية أو الإقامة في دور مرتفعة، ومنعوا من إطالة شعرهم وأمروا بارتداء ألبسة مميزة صفراء اللون وعسلية الأكمام، وأضاف المتوكل على الله لها عام 854 قوانين أخرى منها «وضع تماثيل لشياطين» أمام أبواب بيوت المسيحيين ومنع وضع شواهد لقبورهم فضلاً عن مضاعفة الجزية، وإسقاط عقوبة المسلم الذي يقتل مسيحيًا والاكتفاء بنصف ديّة، وكل هذا «بهدف الإذلال لا غير»، أعاد سرجيوس (860-872) كرسي البطريركية إلى بغداد سنة 865. وفي عهد يوحنا الرابع (900-905) حصل أهالي بغداد المسيحيين على حق اختيار البطاركة. وحصل خلفه إبراهيم الرابع (906-937) على تأكيد من السلطات بأحقية كنيسة المشرق في تمثيل المسيحيين في الدولة العباسية. وبنتيجة ضعف سلطة الدولة إلى قيام عدة اضطرابات في بغداد أدت أحيانًا إلى تدمير الكنائس من قبل العامة كما حصل في عهد يوحنا الخامس (1000-1011) حين قتل جمع كبير من المصلين بعد إحراق كنيستهم، غير أن الخليفة المقتدر بالله (908-932) قام بعقاب المتسببين بذلك حينها. على أن العلاقة بين الإسلام وكنيسة المشارقة اتصفت بالتوتر وعدم الثقة منذ ذلك الحين، كما يظهر من خلال إجبار سبريشوع الثالث (1064-1072) على الإشراف على تنفيذ الشريعة الإسلامية بين رعاياه.

### سقوط بغداد
خلال الغزو المغولي لبغداد، هو الاصطلاح الذي يُشير إلى دخول المغول بقيادة هولاكو خان حاكم إلخانيَّة فارس مدينة بغداد حاضرة الدولة العبَّاسيَّة وعاصمة الخلافة الإسلاميَّة في عام 1258، أمَّن المغول سُكَّان بغداد المسيحيين على حياتهم بِتوصية من زوجة هولاكو النسطوريَّة دوقوز خاتون، وكذلك اليهود ومن التجأ إلى دار ابن العُلقُمي، وطائفةٌ من التُجَّار بذلوا المال ليسلموا وذويهم من القتل. كان أغنياء بغداد من المُسلمين يُدركون المكانة التي يحتلها السُريان لدى هولاكو لذا سارعوا إلى وضع أموالهم أمانةً لدى بطريرك السُريان النساطرة لكي لا ينهبها جُنود هولاكو. وعرض هولاكو قصر الخلافة لِلبطريرك سالف الذِكر، وأمر لهُ بِبناء كاتدرائيَّة. وعندما غزا تيمورلنك بلاد فارس وبلاد ما بين النهرين وسوريا في القرن الرابع عشر، تم هلاك العديد من السكان المدنيين. وقام تيمورلنك بذبح 70,000 مسيحي آشوري في تكريت، إلى جانب ذبح 90,000 مسيحي في بغداد.